# 浿水
浿水，中国史书中东北的一条河，很长一段时期为中国政权与朝鲜半岛政权的分界线，不过这些浿水所指的并不是同一条河流。
汉魏时代之浿水，为今之清川江（一说是今鸭绿江）。西汉典籍《史記·朝鮮列傳》：“自始全燕时，当略属直番、朝鲜，汉兴，为其远难守，复修辽东故塞，至浿水为界。”
隋唐时代之浿水，即今朝鲜平安道之大同江，唐以及后来的渤海国与新罗以此浿水为界。
中国南朝宋书曾把其与辽宁境内的辽河相混淆。